# Stolen Assignment
Pour plus de détails, voir Fiche technique et Distribution.
Stolen Assignment est un film britannique réalisé par Terence Fisher, sorti en 1955.

## Synopsis
Lorsque Ida Garnett signale la disparition de sa nièce Margaret Crossley à la police, il semble y avoir un coupable idéal : son mari Henry Crossley. Mais il ne semble pas être celui qui en tirerait profit. Mike Billings et Jenny Drew, deux journalistes du Sunday Star, vont entrer en compétition pour résoudre cette enquête, au détriment de l'inspecteur Corcoran.

## Fiche technique
- Titre original : Stolen Assignment
- Réalisation : Terence Fisher
- Scénario : Kenneth R. Hayles
- Direction artistique : William Kellner
- Costumes : Molly Arbuthnot
- Photographie : Walter J. Harvey
- Son : Leonard Bulkley
- Montage : John Pomeroy
- Production : Francis Searle
- Société de production : Association of Cinema Technicians
- Société de distribution : British Lion Film Corporation
- Pays de production :  Royaume-Uni
- Langue originale : anglais
- Format : Noir et blanc — 35 mm — 1,37:1 — son mono
- Genre : Film policier
- Durée : 62 minutes
- Dates de sortie : Royaume-Uni : août 1955

## Distribution
- John Bentley : Mike Billings
- Hy Hazell : Jenny Drew
- Eddie Byrne : inspecteur Corcoran
- Patrick Holt : Henry Crossley
- Joyce Carey : Ida Garnett
- Kay Callard : Stella Watson
- Jessica Cairns : Marilyn Dawn
- Charles Farrell : Percy Simpson
- Violet Gould : Mme Hudson
- Michael Ellison : Danny Hudson
- Desmond Rayner : John Smith
- Graham Stuart : le coroner
- Frank Forsyth : docteur Roberts
- Clement Hamelin : Seth Makepeace
- John H. Watson : le détective en civil
- Raymond Rollett : le sergent

## Autour du film
- Ce film est en fait une suite du film Final Appointment du même réalisateur, sorti l'année précédente.